# Золото острова Мэн
«Золото острова Мэн» (англ. Manx Gold) — детективный рассказ английской писательницы Агаты Кристи, посвящённый поискам спрятанных сокровищ. Был заказан администрацией острова Мэн с целью популяризации его достопримечательностей у туристов, что связывают с деятельностью Артура Б. Крукелла, члена комитета «Джун Эффорт», ответственного за туризм. Писательница посетила с ним остров в апреле 1930 года, где они совместно подыскали местоположение призов — как и в рассказе, это были табакерки.
Рассказ был напечатан в манчестерской газете Daily Dispatch, где выходил в пяти частях в последней декаде мая 1930 года. Там же с конца мая по июнь были помещены дополнительные подсказки о четырёх табакерках, в каждой из которых содержалась монета XVIII века острова Мэн номиналом в полпенни. Кроме того, в них можно было найти сообщение устроителей, что нашедшему положен приз в размере 100 фунтов стерлингов. Срок проведения конкурса был ограничен концом июня, но так как никто не смог раскрыть четвёртую загадку, его продлили до 10 июля. Однако и это не помогло найти последний приз, после чего организаторы объявили, что поиски закончены, и он был публично извлечён.
Кристи не включила рассказ ни в один из авторских сборников, и он не публиковался около шестидесяти лет. В феврале 1990 года он был издан ограниченным тиражом в журнале Crime and Detective Stories. В 1997 году опубликован в США в сборнике «Чайный сервиз „Арлекин“ и другие истории» и в том же году в Великобритании в составе «Доколе длится свет и другие рассказы», после чего неоднократно переиздавался в их составе на различных языках. Со времени издания он ни разу не был экранизирован. В 2003 году Почтовое ведомство острова Мэн выпустило марочный лист, непосредственно посвящённый рассказу.
По оценкам исследователей, художественные достоинства новеллы не позволяют отнести её к шедеврам «королевы детектива». Прежде всего она представляет интерес в связи с обстоятельствами создания, а также мотивами и элементами, использованными в последующих произведениях автора. К традиции литературно-детективной игры, раскрытию загадки завещания и поиска сокровищ Кристи обращалась ещё в нескольких произведениях, написанных как до 1930 года, так и позже.

## Сюжет
— Отец, говорят, у тебя денег полно,

Но я богатства не вижу.

Почему ты скрываешь, где спрятал его,

Разве есть у тебя кто ближе?

— Я сложил своё золото в прочный баул

И бросил в пучину морскую.

Он покоится там под прилива гул

И дразнит жадность людскую.
Фенелла Милечаран и её кузен Джуан Фарекер влюблены друг в друга, но всё никак не могут пожениться из-за материальных проблем. Фенелла спела Джуану старинную балладу об их умершем предке — контрабандисте Милечаране, который, по легенде, спрятал свои сокровища на дне моря. Несмотря на попытки отыскать, никто их так и не нашёл. Фенелла рассказала, что этот предок был дедом их эксцентричного и богатого дядюшки Майлза Милечарана. Кузены получили письмо из адвокатской конторы в Дугласе, столицы острова Мэн. Из него выяснилось, что их дядя умер, а до того составил завещание. По нему он передал им поместье Маухолд-хаус в Дугласе, а также небольшой доход, но остальные богатства они должны найти следуя его подсказкам. Из других родственников Майлза в живых остались только его племянник Юан Коридж, человек с плохой репутацией, а также кузен — доктор Ричард Фэйл, про которого мало что известно. Дядюшка в завещании указал, что спрятал четыре «сундука», которые необходимо найти его оставшимся родственникам. Он мог бы просто передать каждому из них по одному, но выразил желание, чтобы победил сильнейший. Понимая, что Фенелла и Джуан уступают своим противникам в изворотливости и подлости, благожелательно настроенный к ним Майлз направил им письмо на сутки раньше, чем их конкурентам.
Прочитав письмо, Фенелла и Джуан сразу же отправились в Дуглас, где в поместье дяди получили от его экономки листок с первой загадкой: «На компасе есть четыре деления // Юг, Запад, Север, Восток // Восточные ветры вредны для здоровья. // Так что идите куда хотите, // Но только не на восток». От неё также стало известно, что недавно пропали четыре табакерки её хозяина. Фенелла развернула одну из карт в кабинете и обнаружила там листок с дополнительной подсказкой, где особо примечательными выглядели крест, круг и стрелка. Молодые люди осмотрели множество карт и справочников про остров, после чего смогли разгадать послание. Утром они отправились на машине на место клада и при помощи компаса обнаружили первую табакерку. Вернувшись в поместье, они узнают, что там уже находятся их конкуренты — Юан и Фэйл.
Утром Фенелла и Джуан узнали, что в дом кто-то проник через окно и похитил вторую загадку. Также они увидели, что возле лестницы лежит Юан с разбитой головой, а возле него окровавленный камень. Перед смертью он сказал, что упал, и предупредил об опасности от Фэйла. Последние его слова были: «Знаете ли…». В руке погибшего нашлась половина фотокарточки, где молодые люди разобрали неизвестную башню и круг. После произошедшего они решили обратиться в детективное агентство «Беллмен и Тру». На следующий день молодым людям удалось найти ещё одну табакерку, причём Фэйл безуспешно пытался её найти и тоже в тех же местах. Вернувшись в поместье, они встретили его и вместе отправились в адвокатскую контору за очередным «ключом». Там им вручили конверты, где находилась карта и загадка в виде стихов: «В 85-м году здесь творилась история, // Десять шагов от старинного дома иди // На восток, и второй раз по десять // На север. Встань и смотри // На восток. Узришь ты два древа. // Лишь от того одного, самого // Здесь священного, // Вдоль круга пять футов иди от каштановой // Ветви испанской. Условие есть: не // Поднимай головы и смотри хорошенько. Найдёшь». Во время поиска третьего сокровища Джуану пришла мысль проверить, нет ли подсказок, написанных на листке невидимыми чернилами; после того как он подержал бумагу над огнём, проявилась надпись «Станция Киркхилл». После этого Джуану при помощи карты удалось определить местоположение очередной табакерки.
От адвокатов стало известно, что текст четвёртой подсказки направлен в виде открытки. Однако она всё никак не приходила, после чего выяснилось, что задержка связана с отправителем — некоей Мэрри Керруш, в семье которой сообщение хранилось многие годы и она запамятовала, когда должна была её точно переслать. В послании указывалось: «За старой пустошью, на скале, вам нужно увидеть знак, / Этот знак подскажет вам, где найти мыс, и, главное, как // Этот мыс будет первой точкой. „Э“. Возле наверняка // Найдётся вторая точка: „В“, у самого маяка. // Там есть тростниковый домик, рядом стоит стена, // За нею вьётся дорожка. Считайте, подсказка дана». Это оказалось самой сложной загадкой. Перед её раскрытием молодые люди решили вывести на чистую воду Фэйла, которого подозревали в смерти Юана. Создав видимость, что им удалось найти табакерку, они устроили убийце засаду в безлюдном месте. Туда они позвали полицейских, и Фэйла арестовали после того как он, пытаясь завладеть «сокровищем», стрелял в Фенеллу. После этого им удалось раскрыть последнюю загадку. Обрадованные молодые люди решили наконец пожениться и остаться жить на острове Мэн.

## История создания

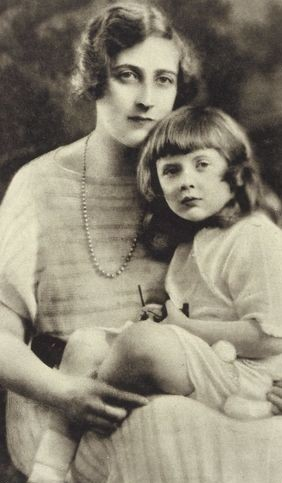
Агата Кристи со своей дочерью Розалиндой, середина 1920-х годов

Возникновение замысла рассказа связывают с деятельностью Артура Б. Крукелла (Arthur B. Crookall), олдермена, члена совета графства. Он был членом комитета «Джун Эффорт» (June Effort), на который возлагались функции популяризации и развития туризма на острове Мэн. Ему пришла в голову идея, что этим задачам может помочь распространённая в этих местах легенда о запрятанных контрабандистами кладах. Крукелл решил заинтересовать общественность поисками этих мифических сокровищ, представив всё таким образом, как будто они реально существуют и их можно найти, если правильно разгадать шифр. Несмотря на первоначальное сопротивление со стороны некоторых членов, ему удалось убедить комитет обставить дело так, будто драгоценности действительно зарыты где-то на острове. Крукелл пришёл к выводу, что для массовости и доступности этой идеи было бы хорошо представить её в виде детективного сюжета. С этой целью он обратился к Агате Кристи. Она с удовольствием приняла предложение, причём за относительно небольшое для уже известного детективного автора вознаграждение — 60 фунтов (более 1300 фунтов на начало XXI века). Устроители согласовали, что «Программа поисков клада на острове Мэн» должна быть связана с началом сезона отпусков, регулярными мотоциклетными гонками Isle of Man TT на Международный приз по туризму, а также другими местными летними публичными акциями: «коронация Королевы Роз» и полуночное состязание яхтсменов.
Для реализации замысла Кристи отправилась в апреле 1930 года на остров, где в течение нескольких дней побывала с Крукеллом в местах будущего произведения и обсуждала с ним детали сюжета, а именно места, где будут спрятаны призы, и как будут приведены в тексте ключи-подсказки. Она поселилась у губернатора острова, после чего, собрав необходимый материал и набравшись впечатлений, вернулась в Девон, где по некоторым данным заболела её единственная дочь Розалинда.
Исследователь записных книжек Кристи ирландский литературовед Джон Карран (John Curran) пришёл к выводу, что заметки о рассказе содержатся в тетради № 59, где ему отведено 20 страниц. Однако они плохо поддаются расшифровке, так как насыщены вычёркиваниями, отличаются небрежным почерком, содержат наброски рисунков и диаграмм. В целом первоначальные заметки достаточно точно соответствуют сюжету рассказа, но есть и отличия. Так, вместо Джуана и Фенеллы в них задействованы Роналд и Силия, вместо Юана — Роберт Бэгшо, а доктора Ричарда Фэйла — Крук Мак-Рей. Некоторые детали (падение со скалы, ключ в форме запонки) не нашли место в окончательной версии.

Страница с наброском «ключа» из записной книжки Кристи

Согласно расшифрованному Карраном наброску, кузены Роналд и Силия получают письмо от умершего дяди, при этом девушка обижена на богатого родственника. После этого они отправляются в путь, знакомятся в завещанном им поместье с экономкой дяди и узнают, что пропали четыре табакерки. После получения письма с загадками в виде «скверных виршей» молодые люди обращаются к адвокатам. После возвращения они получают новое письмо и знакомятся со своими конкурентами — Круком (имя вычеркнуто) Мак-Рэем и Робертом Бэгшо. После этого Карран привёл следующий текст: «Они решают объединиться с остальными. На следующий день — ключи — экономка идёт за ними — украдены — она признаёт, что её спрашивали и она отказалась — запонка — это был Роберт». Исследователь сумел также понять дальнейший план сюжета: «Они бегут — находят Роберта на участке — умирающего — убитого — удар по голове или в больнице — упал с утёса. Они склоняются над ним — может быть, он под конец придёт в сознание — открывает глаза, говорит „Вы кен…?“ — умирает».
Подсказка в виде «прескверных стишков» в черновиках представлена в двух видах: в той, что вошла в рассказ, и неиспользованной версии. Согласно последней она должна была звучать следующим образом: «4 румба компаса — S, W, N, E // Двойное S — Нет для меня востока // Вперёд и покажите, как умны вы». Кроме того, в черновиках сохранились два «ключа», так и не нашедшие места в окончательной публикации: «Простите многословность — всё вверх дном, я повторяю 6—7 раз Слова в пылу». Эти подсказки основаны на английских каламбурах, где выражения «шестёрки и семерки» (at sixes and sevens) и «в пылу огня» (heat of fire), намекают на письмо с симпатическими чернилами, которое надо нагреть, чтобы они проявились. Также в черновиках содержится страница с текстом с малоразборчивым почерком, а ниже помещён рисунок (на илл.) подсказки (крест, круг и указательная стрелка, помещённая между «маленькими чёрточками» круга и направленная вниз), которая выпадает из схематического изображения острова.

## Рекламная кампания, публикации и поиски призов

### Рекламная кампания
Рассказ был напечатан в газете Daily Dispatch, где выходил в пяти частях 23, 24, 26, 27 и 28 мая 1930 года. Это издание было выбрано комитетом в связи с тем, что печаталось в Манчестере, географически близко расположенном к острову крупном городе. Там информация о «сокровищах» могла заинтересовать потенциальных туристов. Новелла была опубликована также в форме буклета «Июнь в Дугласе». По распространённой информации, его тираж составил 250 000 экземпляров, направленных по отелям и местам отдыха по всей стране, однако некоторые выражали сомнение в достоверности этой цифры.
Кроме того, чтобы помочь соискателям, пять «подсказок-ключей» были опубликованы ещё и отдельно. Перед их обнародованием комитет попросил всех неравнодушных к сотрудничеству с целью «добиться как можно большей рекламы». С учётом предполагаемых доходов от посещения острова, к «поискам за сокровищами» постарались привлечь «возвращенцев» — эмигрантов-островитян, обосновавшихся в США: прибытие некоторых из них в роли «почётных гостей» запланировано было на июнь. В рекламе указывалось, что охота за сокровищами представляла собой «возможность для всех любителей детективов проверить свои дедуктивные способности». Организаторы рекомендовали всем заинтересованным в поисках запастись «несколькими превосходными картами, разнообразными справочниками-описаниями острова, книгой по фольклору и трудом по истории острова».

### Подсказки и обнаружение призов
Реальные призы, как и описываемые в рассказе, представляли собой четыре табакерки. Их размер был близок к спичечной коробке. В каждой из них была помещена монета XVIII века острова Мэн номиналом в полпенни. Через отверстие в каждой была продета яркая ленточка, завязанная бантом. В каждой табакерке также имелся затейливо украшенный узорами документ за подписью Крукэлла, извещающий, что счастливому обладателю находки необходимо безотлагательно попасть к начальнику канцелярии городской ратуши в Дугласе. В связи с тем, что по условиям поисков в нём не могли участвовать жители острова, нашедший табакерку должен был показать документы, удостоверяющие личность. В случае предоставления «сокровища» и его содержимого администрация острова обязалась выдать предъявителю 100 фунтов стерлингов — довольно крупную по тем временам сумму.
Первая подсказка содержалась в четверостишии «На компасе есть четыре деления…», в виде «прескверных стишков», как отзывается о них Джуан. Она была напечатана в Daily Dispatch в субботу, 31 мая 1930 года. По замыслу организаторов, это была лишь первая часть подсказок, из которой должно было стать ясно, что все четыре приза спрятаны на севере, западе и юге острова, но никак не на востоке. Предполагалось, что первая табакерка будет обнаружена на основе второй подсказки — карты, опубликованной 7 июня. Однако, неожиданным образом, первое «сокровище» было найдено ещё до этой даты: на основе информации из самого рассказа это удалось портному из Инвернесса Уильяму Шоу. Как сообщалось в местной прессе на основании его впечатлений, он настолько был обрадован своей удаче, что «бегал от радости по кругу, размахивая табакеркой, а его супруга была настолько возбуждена, что несколько минут не могла вымолвить ни слова». Найти табакерку из оловянно-свинцового сплава удалось благодаря содержащемуся в рассказе намёку — словам Фенеллы о том, что в этих местах «проходили дерби до того, как их перенесли в Эпсом». Ранее скачки проводились в Дербихейвене, расположенном на юго-востоке острова Мэн. Кроме того, Джуан отмечал: «Отсюда, по слухам, начинается тайный ход, который ведёт под морем вон к тому острову». Эти слова указывали на остров Святого Майкла, где, кроме часовни, находилась также круглая каменная башня — Форт-Дерби. Таким образом совпали сразу две подсказки — скачки-дерби и Форт-Дерби. На карте последний был схематично представлен в виде кружка с шестью чёрточками, указывающими на шесть пушек этого укрепления, а часовня — крестиком. Табакерка была спрятана под парапетом в северо-восточной части острова и находилась между двумя пушками. Причём замечание Джуана, что подсказка «указывает точно на северо-восток», исследователи считают попыткой сбить участников поисков с верного пути.
Третья табакерка была обнаружена корабельным инженером Гербертом Эллиотом, родившемся на острове Мэн, но соответствующим условиям конкурса, так как он проживал в Ливерпуле. Как стало известно из его интервью, он не был знаком с текстом рассказа Кристи и, более того, не изучал подсказки-«ключи». Он выбрал для поисков наиболее вероятное место, где могло быть спрятано сокровище, и утром 8 июля ему улыбнулась счастье — удалось найти табакерку, которая была спрятана в одной из лощин.
Главная подсказка, касающаяся четвёртого приза, содержалась в стихотворении, опубликованном 14 июня:
В 85-м году здесь творилась история,

Десять шагов от старинного дома иди,

На восток, и второй раз по десять,

На север. Встань и смотри.

На восток. Узришь ты два древа.

Лишь от того одного, самого 

Здесь священного,

Вдоль круга пять футов иди от каштановой

Ветви испанской. Условие есть: не

Поднимай головы и смотри хорошенько. Найдёшь
.
В этой публикации, каждое второе слово в одном из стихов вместе составляли сообщение «85 шагов восток-север-восток от священного круга испанской головы». Однако, как и загадка третьего «сокровища», четвёртая также так и не была никем расшифрована.
Последняя загадка была приведена 21 июня, она также была рифмованной и в ней необходимо было найти ключевые слова, из которых можно было составить предложение, указывающее на местоположение приза (выделено жирным):
За старой пустошью, на скале, вам нужно увидеть знак,

Этот знак подскажет вам где найти мыс и, главное, как.

Этот мыс будет первой точкой: «Э». Возле, наверняка,

Найдётся вторая точка: «В», у самого маяка.

Там есть тростниковый домик, рядом стоит стена,

За нею вьётся дорожка. Считайте, подсказка дана.
По условиям конкурса срок его проведения был ограничен концом июня, но так как с последним «ключом» до тех пор никто не совладал, его продлили до 10 июля. Однако, когда и до этой даты никто не смог обнаружить табакерку, организаторам ничего не оставалось, как принять решение, что поиски закончены, и забрать последний приз. Это было сделано мэром Дугласа, а после того в Daily Dispatch появился комментарий Кристи, являющийся своеобразным продолжением рассказа. Оказалось, что трудность загадки заключалась в неточности автора, так как для её раскрытия необходимо было воспользоваться датой отправления сопроводительного письма — это были числа шесть и семь: «Дело в том, что я перепутала, шестого или седьмого числа должна была отослать эту открытку». Если выбрать шестое и седьмое  слово каждого стиха, то получится указание: «Вам нужно найти мыс „Э“. Возле самого маяка стоит стена. Подсказка дана». Под мысом «Э» имелся в виду мыс Эр, являющийся северной точкой острова. Там возле одной из стен находился камень, на котором были нацарапаны цифры — 2, 5, 6 и 9. Воспользовавшись ими, необходимо было отобрать буквы из первой строчки и составить искомое слово. Если правильно это сделать, получался такой ориентир как парк, который был на острове на то время только один и находился в Рэмси. «Тростниковым домиком» из стихотворной загадки оказался небольшой киоск, где продавали освежающие напитки, а рядом находилась стена, к которой вела тропинка. Замечание Джуана о том, что письмо было отослано из Брайда, являлось одной из подсказок, разбросанных по тексту новеллы, так как эта деревня находится недалеко от маяка на мысе Эр.

### Последующие публикации
Кристи не включила «Золото острова Мэн» ни в один из авторских сборников и он долгое время не публиковался. В феврале 1990 года «неизвестный», как его анонсировали, рассказ был издан ограниченным тиражом в № 13 журнала Crime and Detective Stories. Он также был опубликован в США издательством G. P. Putnam’s Sons в 1997 году в посмертном сборнике «Чайный сервиз „Арлекин“ и другие истории» (англ. The Harlequin Tea Set and Other Stories), который в следующем году был издан Penguin Publishing Group с тем же названием. В Великобритании рассказ появился в 1997 году в сборнике «Доколе длится свет и другие рассказы» (While the Light Lasts and Other Stories). Там он сопровождался подробным редакционным комментарием Тони Медауэра (Tony Meadowar) об истории создания, обнаружении призов и разъяснением загадок. До этого Медауэр принимал участие в публикации рассказа в Crime and Detective Stories в 1990 году. С тех пор новелла неоднократно переиздавалась на различных языках в составе этих сборников.

## Рецепция
Считается, что многие потенциальные соискатели сомневались в ценности призов и не приняли участие в их поисках. Известно, что на приёме, организованном по случаю окончания конкурса, несмотря на многие прозвучавшие благожелательные поздравления, Крукэлл раскритиковал подобный круг людей. Он назвал их «бездельниками и ворчунами, которых хватило лишь на то, чтобы выступать с критикой». Современные исследователи не могут прийти к однозначному выводу о том, способствовала ли новелла «королевы детектива» повышению интереса к достопримечательностям острова. По мнению А. Титова, автора комментариев к российскому изданию собрания сочинений Кристи: «И хотя в 1930 году там действительно отмечался наплыв туристов, связано ли это было с сокровищами, остаётся неясным. Судя по материалам в прессе, многие вообще сомневались в существовании сокровищ. Отмечались также и случаи „саботажа“, когда шутники подкладывали искателям приключений фальшивые табакерки и подкидывали изначально неверные подсказки, наподобие надписи „Подними“ на каком-нибудь огромном камне». Мэтью Бенсон (Matthew Bunson) назвал «Золото острова Мэн» «одной из самых необычных» историй, когда-либо созданных писательницей. Автор предисловия к рассказу в сборнике «Доколе длится свет» также отмечал, что он представляет собой не обычный детективный сюжет. По своему характеру его можно отнести к «уникальным»: «Герои этого рассказа, выступающие в роли детективов, действительно сталкиваются с убийством. Однако основной их целью является не установление личности убийцы, а поиски сокровища, местонахождение которого можно обнаружить, только раскрыв серию намёков, содержащихся в загадочном письме». По оценке Джона Каррана, по своим литературным достоинствам рассказ является «довольно средним» для творчества Кристи.

## Художественные особенности
По мнению Каррана, в первую очередь рассказ представляет интерес «уникальным» характером создания и идеями, реализованными затем в других произведениях. Так, некоторые детали (фотография, предсмертные слова жертвы, «зловещий» доктор) через несколько лет нашли отражение в романе «Почему не Эванс?» (Why Didn’t They Ask Evans?; 1934). При этом исследователь находит и другие близкие мотивы; в частности, это касается пары главных персонажей: Джуан и Фенелла из рассказа во многом соответствуют Роберту «Бобби» Джонсу и леди Фрэнсис «Фрэнки», ведущим расследование в романе. Отмечается, что Кристи неоднократно обращалась к детективной игре, охоте за сокровищами. В раннем рассказе «Загадочное завещание» (The Case of the Missing Will; 1924) из авторского сборника «Пуаро ведёт следствие» уже присутствуют некоторые элементы, использованные впоследствии в «Золоте острова Мэн»: проверка интеллектуальных способностей наследника со стороны дяди и симпатические чернила. Использование таких чернил имело место также в новелле «Мотив и возможность» (Motive versus Opportunity; 1928), где речь также идёт о завещании дедушки. А самым первым случаем применения таких чернил в произведениях Кристи, видимо, следует признать их появление в главе 20 («Слишком поздно!») романа «Таинственный противник» (The Secret Adversary; 1922), где речь идёт о поиске и обнаружении спрятанного в тайнике документа. В этой книге впервые выведена пара серийных персонажей Томми и Таппенс Бересфорд, детективов-любителей.
К сходным идеям писательница обратилась в рассказах «Шутки старых дядюшек» (Strange Jest) и «Ожерелье танцовщицы» (Sanctuary), где главным персонажем выступает мисс Марпл. В романе «Глупость мертвеца» (1956; Dead Man’s Folly), построенном на основе схожей схемы, расследование ведут великий детектив Эркюль Пуаро и сочинительница детективов Ариадна Оливер. В нём также заявлен «квест», только здесь сюжет развивается не вокруг поисков клада, а интрига ведётся как своеобразная «игра в убийство». Эта книга основана на неопубликованном при жизни рассказе (повести) «Эркюль Пуаро и путаница в Гриншоре» (Hercule Poirot and the Greenshore Folly), увидевшем свет только в 2014 году. Джон Карран находил, что некоторые детали этого произведения имеют близкие черты с «Золотом острова Мэн», что отразилось в тексте произведений и записных книжках Кристи. В частности, это касается слов Оливер, организовавшей игру «Найди убийцу». В романе она поясняет её суть следующим образом: «Понимаете, ну вроде игры „Найди сокровище“, только „Найди сокровище“ тут уже несколько раз устраивали, и они захотели чего-нибудь новенького. И вот мне предложили хороший гонорар, чтобы я приехала и что-нибудь эдакое придумала. Мне и самой интересно — всё-таки свежая струя в унылых писательских буднях». Её монолог затрагивает творческую кухню выдуманной писательницы-детективистки, что, по мнению Каррана, уже имело место в рассказе самой Кристи 1930 года, где была представлена такая же «Охота за сокровищами/убийцей», как и в суждениях пародии на саму себя — мисс Оливер. Карран обратил внимание, что табакерки фигурируют ещё в одном произведении «королевы детектива» — романе «Карты на стол» (Cards on the Table; 1936), в котором в первой главе Пуаро случайно встречает мистера Шайтану на выставке табакерок в Уэссекс-хаусе.   
Образы двоюродных брата и сестры Джуана и Фенеллы, центральных персонажей новеллы, вероятно, восходят к характерам таких персонажей Кристи, как Томас Бересфорд и Пруденс Коули — молодой пары детективов из романа «Таинственный противник» и сборника рассказов «Партнёры по преступлению». Обе пары являются представителями среднего класса, испытывающими нехватку денег и обладающими страстью к приключениям. По мнению исследователей, Джуан и Фенелла также близки к молодым детективам-«ищейкам», фигурирующим в таких «триллерах» Кристи, как «Тайна замка Чимниз» (1925) и «Почему не Эванс?» (1934).

## В культуре
Рассказ ни разу не был экранизирован. В 2003 году Почтовое ведомство острова Мэн (Isle of Man Post Office) выпустило почтовые марки из серии «Мир писателей». Первой из них стала марка в честь Агаты Кристи. На марочном листе, посвящённом рассказу «Золото острова Мэн», содержится 20 марок номиналом 23 пенса, а по бокам лист украшает фото писательницы. На марке помещён рисунок сидящих на фоне коттеджа в сельской местности молодых мужчины и женщины — видимо, Джуана и Фенеллы, разгадывающих одну из загадок. Кроме того, ниже приведён текст песни Фенеллы, который можно разглядеть с помощью лупы. В 2006 году почта острова Мэн совместно с лондонской Национальной портретной галереей выпустила набор из восьми марок. На одной из них содержался фотопортрет Кристи работы Джона Гея, на котором она держит в руках газету. На выбор писательницы почтовым ведомством, видимо, повлияли обстоятельства, связанные с историей создания рассказа, непосредственно связанные с островом.

### Комментарии
1. ↑  На русском языке рассказ также переводился под названием «Золото Мэнкса»[1].
2. ↑  Нумерация тетрадей произвольна: её установила единственная дочь писательницы Розалинда Хикс после смерти матери. В ней нет ни хронологического, ни тематического принципа организации[18].